# スズメバチ (映画)
『スズメバチ』（原題：Nid de guêpes）は、2002年製作のフランス映画。
2003年5月23日にはDVDが発売された。

## ストーリー
ナセールとその仲間達はある計画を実行するため、入念な準備に取り掛かっていた。そして、時を同じくしてフランス警察は子供を売春させるマフィアの首領を逮捕し、その護送を計画していた。しかし、売春ビジネスを取り仕切る首領を奪還するべく、マフィアたちが護送中に襲撃してくることが予想されたため、護送には装甲車並みの性能を持つ特殊車両が用意され、中にはビデオスコープと機関銃で武装したラボリら特殊警察が待機していた。一方、ナセール達は巨大な物流倉庫へ到着。中には高価なパソコンが保管されていた。ナセール達はただの泥棒だったのだ。倉庫に潜入すると倉庫の管理人2名を縛りあげ、倉庫のお宝を目の前にして気分は最高だった。
しかし、突然そこへ悲劇が飛び込んできた。案の定、護送車はマフィアの襲撃に遭い、銃撃でボロボロの状態で走り抜けながら近くにあった倉庫へと逃げ込んできたのだった。これを警察の襲撃と勘違いしたナセール達は一戦を交えようとするが、状況がまったく掴めない。そうこうしているうちに武装したマフィアたちが続々と倉庫へ集結。倉庫周辺を取り囲み、じりじりと倉庫の中にいる特殊警察とナセール達に迫ってくる。マフィアは倉庫へ催涙弾を投げ込み、中にいる者を倉庫の外へといぶり出そうとする。倉庫全体に催涙ガスが充満し、特殊警察もナセール達も為す術もなく苦しむ。それは、縄で縛りあげられていた管理人も同じだった。必死で呼び声を上げる管理人に気がついたナセール達は管理人を解放。管理人は倉庫の換気扇を全開にしてスプリンクラーを作動させ、どうにか催涙ガスの危機をしのいだ。
ナセール達泥棒と特殊警察、そして倉庫管理人の三者が顔を合わせ、ようやく状況を把握。このままではマフィアに殺される。そう判断した三者は警察に事態を知らせ、助けを呼ぶことに同意。泥棒の一味である軽業師を下水管を伝わらせて外へ逃がし、警察へ通報させようとする。

## キャスト
| 役名                   | 俳優                       | 日本語吹替   | 日本語吹替   |
| 役名                   | 俳優                       | ソフト版     | テレビ東京版 |
| ---------------------- | -------------------------- | ------------ | ------------ |
| エミーヌ・ラボリ       | ナディア・ファレス         | 本田貴子     | 戸田恵子     |
| サンティノ             | ブノワ・マジメル           | 坂詰貴之     | 森川智之     |
| ナセール               | サミー・ナセリ             | 遠藤純一     | 小山力也     |
| ルイ                   | パスカル・グレゴリー       | 金尾哲夫     | 佐々木勝彦   |
| セリム                 | サミ・ブアジラ             | 小森創介     | 佐藤せつじ   |
| ナディア               | アニシア・ユゼイマン       | 水田わさび   | 竹田まどか   |
| ジョヴァンニ           | ヴァレリオ・マスタンドレア | 安井邦彦     | 檀臣幸       |
| アベディン・ネクセップ | アンジェロ・インファンティ | 廣田行生     | 秋元羊介     |
| ヴィンフリード         | リシャール・サムエル       | 石川ひろあき | 山野井仁     |
| マルシアル             | マルシアル・オドン         | 小谷津央典   | 村治学       |
| スピッツ               | マルタン・アミック         | 田中一成     | 日野聡       |
| トニ                   | アレクサンドル・アミディ   | 成瀬誠       | 楠大典       |

・テレビ東京版：初回放送2004年8月5日『木曜洋画劇場』

## スタッフ
- 監督：フローラン・エミリオ・シリ
- 製作：パトリック・グーユー・ボーシャン、クロード・キャレール、ギョーム・ゴダール
- 脚本：フローラン・エミリオ・シリ、ジャン・フランソワ・タルノフスキー
- 音楽：アレクサンドル・デスプラ
- 撮影：ジョヴァンニ・フィオーレ・コルテラーチ
- 編集：オリヴィエ・ガジャン、クリストフ・ダリノ

## トリビア
- 多国籍犯罪を扱う現代劇ながら、「アパッチ砦」や「リオ・ブラボー」などといった西部劇や、同じく西部劇に影響を受けた「要塞警察」との共通点が見られる。
- マフィアの実行部隊が着用する暗視ゴーグルはフランス軍の暗視装置「ILマスク」をインスパイアしており、蜂など昆虫の頭部を連想させる形状をしている。撮影時は実物のILマスクを使用することも考案されたが、予算やスタントシーンでの安全面の事情から映画用にプロップが製作された。
- ナセールら泥棒はソードオフショットガン。特殊警察はFAMASやSIG SG552などフランスの軍、法執行機関が採用する銃器。倉庫管理人は古いカービン銃。マフィアは角ばったデザインのサイレンサーを取り付けたUZIなどを主に使用している。
- 特殊警察側の主人公は女性中尉のラボリであり、同時期に公開された『バイオハザード』、『トゥームレイダー』と同じヒロイン・アクションとして評価されることがある。